# Parmoptila
Parmoptila és un gènere d'ocells de la família dels estríldids (Estrildidae). Es distribueixen pels boscos tropicals de l'Àfrica occidental i central.

## Taxonomia i etimologia
El gènere Parmoptila va ser introduït el 1859 per l'ornitòleg estatunidenc John Cassin per incloure el picaformigues de Woodhouse.
El nom del gènere combina el grec antic «parmē», la paraula per a un petit escut rodó, i «ptilon» que significa “ploma”.
Segons la Classificació del Congrés Ornitològic Internacional (versió 15.1, 2025) aquest gènere està format per tres espècies:
- Parmoptila rubrifrons - picaformigues frontvermell.
- Parmoptila woodhousei - picaformigues de Woodhouse.
- Parmoptila jamesoni - picaformigues de Jameson.